# Varnia
Varnia är ett släkte av insekter. Varnia ingår i familjen Ithonidae.
Kladogram enligt Catalogue of Life:
| Varnia | \| \| Varnia implexa \| \| \| \| \| \| Varnia perloides \| \| \| \| |
|        | \| \| Varnia implexa \| \| \| \| \| \| Varnia perloides \| \| \| \| |
|        | Adamsiana                                                           |
|        |                                                                     |
|        | Ithone                                                              |
|        |                                                                     |
|        | Megalithone                                                         |
|        |                                                                     |
|        | Narodona                                                            |
|        |                                                                     |
|        | Oliarces                                                            |
|        |                                                                     |
|        | Varnia implexa                                                      |
|        |                                                                     |
|        | Varnia perloides                                                    |
|        |                                                                     |

|  | Varnia implexa   |
|  |                  |
|  | Varnia perloides |
|  |                  |